# Брызгалов, Юрий Васильевич
Ю́рий Васи́льевич Брызга́лов (род. 5 июля 1949, Челябинск) — русский поэт, переводчик. Окончил факультет иностранных языков Челябинского педагогического института по специальности «английский и немецкий языки» (1973). Переводит с английского и немецкого языков начиная со студенческих лет, в течение 33 лет работал переводчиком научно-технической литературы. Занимается художественным переводом, в том числе переводит ранее не публиковавшуюся в России европейскую классику XVIII-XIX вв., его переводы печатались в журналах «Аврора», «Урал», «Уральский следопыт». Победитель 4-го конкурса поэтического перевода на сайте «Поэзия.ру». Юрий Брызгалов первым опубликовал переводы на русский язык стихотворений Хелен Марии Уильямс.
Более 45 лет увлекается хоровым пением — занимался им ещё в школе, потом — в капеллах Михаила Капланского, Валерия Михальченко, в Мужском хоре Челябинского областного центра народного творчества. Автор (как самостоятельно, так и в соавторстве с В. А. Шереметьевым) текстов песен, входивших в репертуар хоровых студий «Мечта» и «Дружина».

### Участие в сборниках
- Семь веков английской поэзии. Англия. Шотландия. Ирландия. Уэльс = Seven Centuries of English Poetry: England: Scotland: Ireland: Wales. — М.: Водолей, 2007. — 3032 с. — 1000 экз. — ISBN 978-5-902312-33-8.
- Сара Тисдейл. Реки, текущие к морю : Избранные стихотворения. — М.: Водолей, 2011. — 188 с. — (Звезды зарубежной поэзии). — 150 экз. — ISBN 978-5-91763-062-5.
- Век перевода. Антология русского поэтического перевода XXI века». — М.: Водолей, 2012 г.;
- Алджернон Чарлз Суинберн. Молю, успейте внять стихам моим… = Heel Well This Rhyme Before Your Pleasure Tire... / редактор Фридштейн Ю. Г.. — М.: Центр книги ВГБИЛ им. М.И. Рудомино, 2012. — 144 с. — 1000 экз. — ISBN 978-5-905626-44-9.
- Роберт Бернс. Любовь и свобода. Полное собрание стихотворений, опубликованных в прижизненных книгах. 1786-1793. — М.: Престиж бук, 2017. — 464 с. — (Бессмертные строки). — 1000 экз. — ISBN 978-5-371-00553-3.